# Újjankovce
Újjankovce (horvátul: Novi Jankovci, szerbül: Нови Јанковци) falu Horvátországban Vukovár-Szerém megyében. Közigazgatásilag Ivanóchoz tartozik.

## Fekvése, éghajlata
Vukovártól 14 km-re délnyugatra, Vinkovcétól 8 km-re délkeletre, községközpontjától 2 km-re délnyugatra. a Nyugat-Szerémségben, a Báza síkjának észak szélén fekszik.

## Története
Újjankovce bár a község legfiatalabb települése, története az őskorig nyúlik vissza. A falutól délre a Bosut folyó mentén a „Gole njive” régészeti lelőhelyen szakemberek az újkőkortól a középkorig lakott település maradványait azonosították. A leletek a középső neolitikumban virágzott Sopot kultúrától a késő rézkori badeni kultúrán, az álzsinegdíszes Litze-kerámia kultúrán és más bronzkori kultúrákon át a 12. századig terjednek. A legjelentősebb az a koraközépkori avar-szláv temető, melyet a 7. századtól a 11. századig használtak és amelynek több, mint kétszáz sírját tárták fel a régészek. A feltárt sírok általában gazdag mellékletekkel rendelkeztek.
Újjankovce falu keletkezése a katonai határőrvidékek megszervezéséhez kapcsolódik. Mária Terézia rendelete alapján 1745-ben elhatárolták a katonai közigazgatás alá vont területeket. Ez a határ átszelte az akkori Jankovce települést, melynek egy részét a határőrvidékhez csatolták. Ezen a területen új falut alapítottak, ahova Jankovcéről több mint 30 horvát és 8 szerb család költözött. Így a település alapításának éve valószínűleg 1745. A 19. század elején számos szerb család telepedett le ott, akik között nagy számban voltak ortodox romák. Lakói a falu megalapításától a katonai igazgatás 1881-es teljes megszüntetéséig határőrök voltak, akik 16 és 60 életévük között kötelezve voltak a császári hadseregben a katonai szolgálatra. A Bródi határőrezred kilencedik századához tartoztak, amelynek székhelye Vinkovce volt. Részt vettek a Habsburg Birodalom szinte valamennyi háborújában. A katonai közigazgatást 1873-ban megszüntették, majd területét 1881-ben Szerém vármegyéhez csatolták.
Az első katonai felmérés térképén „Neu Jankovcze” néven található. Lipszky János 1808-ban Budán kiadott repertóriumában „Jankovcze (Nove)” néven szerepel. Nagy Lajos 1829-ben kiadott művében „Jankovcze (Nove)” néven 102 házzal, 324 katolikus és 299 ortodox vallású lakossal találjuk. A falu 1891-ben vasúti összeköttetést kapott. A Vinkovcéről Szávaszentdemeterre vezető vasutat 1891. november 7-én adták át a forgalomnak. A vasútállomás mindössze egy kilométerre található a falu központjától.
A településnek 1857-ben 736, 1910-ben 1066 lakosa volt. Szerém vármegye Vukovári járásához tartozott. Az 1910-es népszámlálás adatai szerint lakosságának 35%-a horvát, 24%-a szerb, 12%-a német, 5%-a magyar anyanyelvű volt. A település az első világháború után az új szerb-horvát-szlovén állam, majd később (1929-ben) Jugoszlávia része lett. 1941 és 1945 a Független Horvát Államhoz tartozott, majd a szocialista Jugoszlávia fennhatósága alá került. A második világháború végén a német lakosság nagy része elmenekült a partizánok elől. Az itt maradtakat a kommunista hatóságok kollektív háborús bűnösökké nyilvánították, minden vagyonuktól megfosztották és munkatáborba zárták. Az életben maradtakat később Németországba és Ausztriába telepítették ki. 1946-ban az ország más részeiről, szállítottak ide szerb és horvát családokat, akik megkapták az elűzött németek házait. 1991-től a független Horvátország része. 1991-ben lakosságának 76%-a horvát, 19%-a szerb, 2%-a jugoszláv nemzetiségű volt. A településnek 2011-ben 934 lakosa volt.

## Népessége

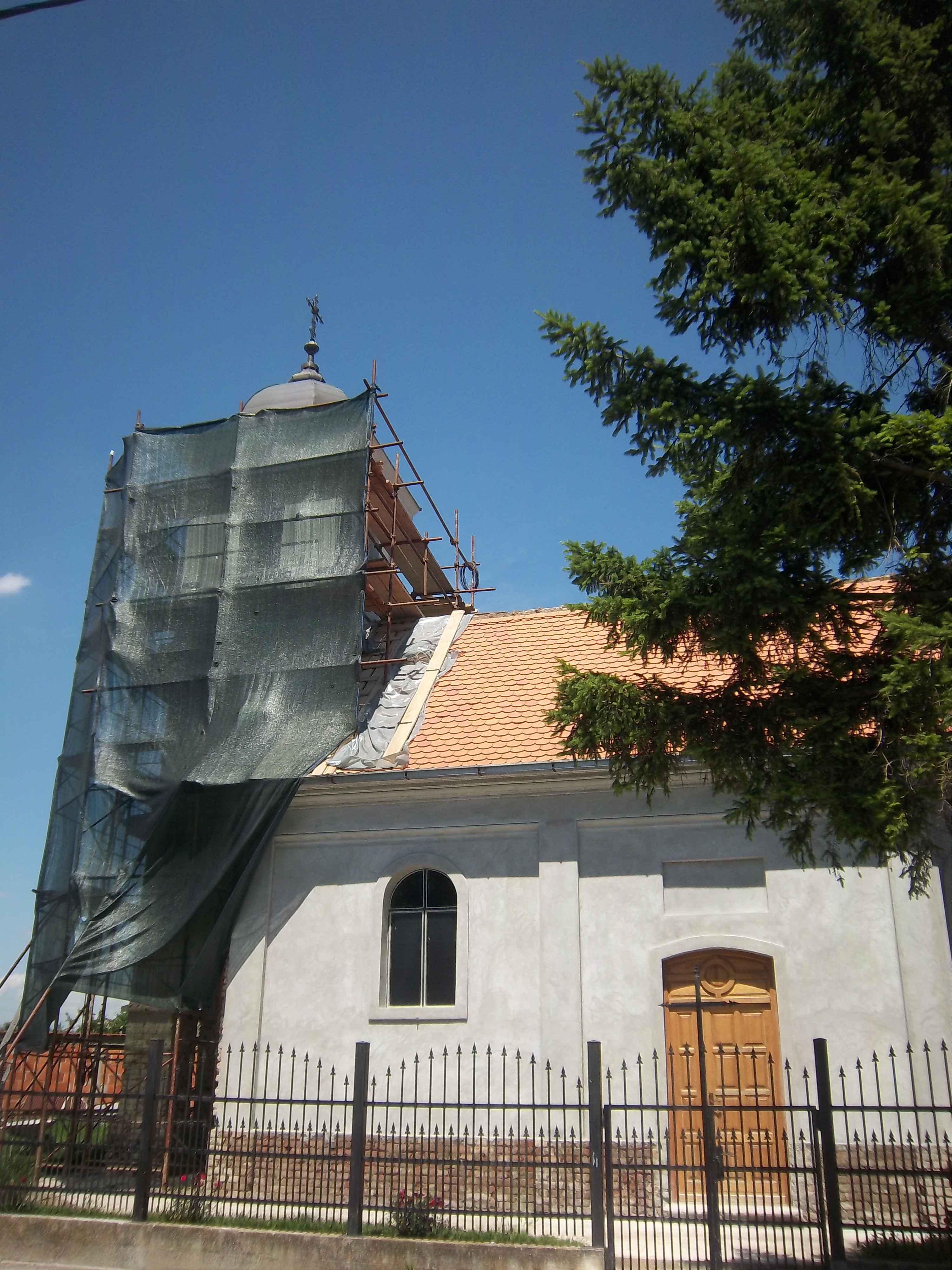
A pravoszláv templom

| Lakosság változása | Lakosság változása | Lakosság változása | Lakosság változása | Lakosság változása | Lakosság változása | Lakosság változása | Lakosság változása | Lakosság változása | Lakosság változása | Lakosság változása | Lakosság változása | Lakosság változása | Lakosság változása | Lakosság változása | Lakosság változása |
| ------------------ | ------------------ | ------------------ | ------------------ | ------------------ | ------------------ | ------------------ | ------------------ | ------------------ | ------------------ | ------------------ | ------------------ | ------------------ | ------------------ | ------------------ | ------------------ |
| 1857               | 1869               | 1880               | 1890               | 1900               | 1910               | 1921               | 1931               | 1948               | 1953               | 1961               | 1971               | 1981               | 1991               | 2001               | 2011               |
| 736                | 834                | 774                | 892                | 1.018              | 1.066              | 1.023              | 1.093              | 649                | 763                | 911                | 1.185              | 1.364              | 1.273              | 1.014              | 934                |

## Nevezetességei
- A Mindenszentek tiszteletére szentelt római katolikus temploma az ivanóci plébánia filiája. A falunak kezdetben nem volt katolikus temploma. Az egyházlátogatás 1782-ben említi először a Szent Andrásnak szentelt fatemplomát, melyben 80 férőhely volt. Az építés pontos évét nehéz meghatározni, valószínűleg 1754 és 1782 között épült. A mai templomot 1782 és 1811 között építették. A templomot később a Mindenszentek tiszteletére szentelték fel. A templomot a horvátországi háborúban a szerbek teljesen elpusztították. A helyi katolikusok 1997-es visszatérésük után újjáépítették.[8]
- Szent Illés próféta tiszteletére szentelt szerb pravoszláv temploma a lazei parókiához tartozik.

## Kultúra
A KUD „Samica” Novi Jankovci kulturális és művészeti egyesületet 1970-ben alapították, jelenleg mintegy 30 aktív tagja van. Két szekcióból áll: tamburazenekar és folklórcsoport. Célja megőrizni a falu hagyományait, táncait és dalait.

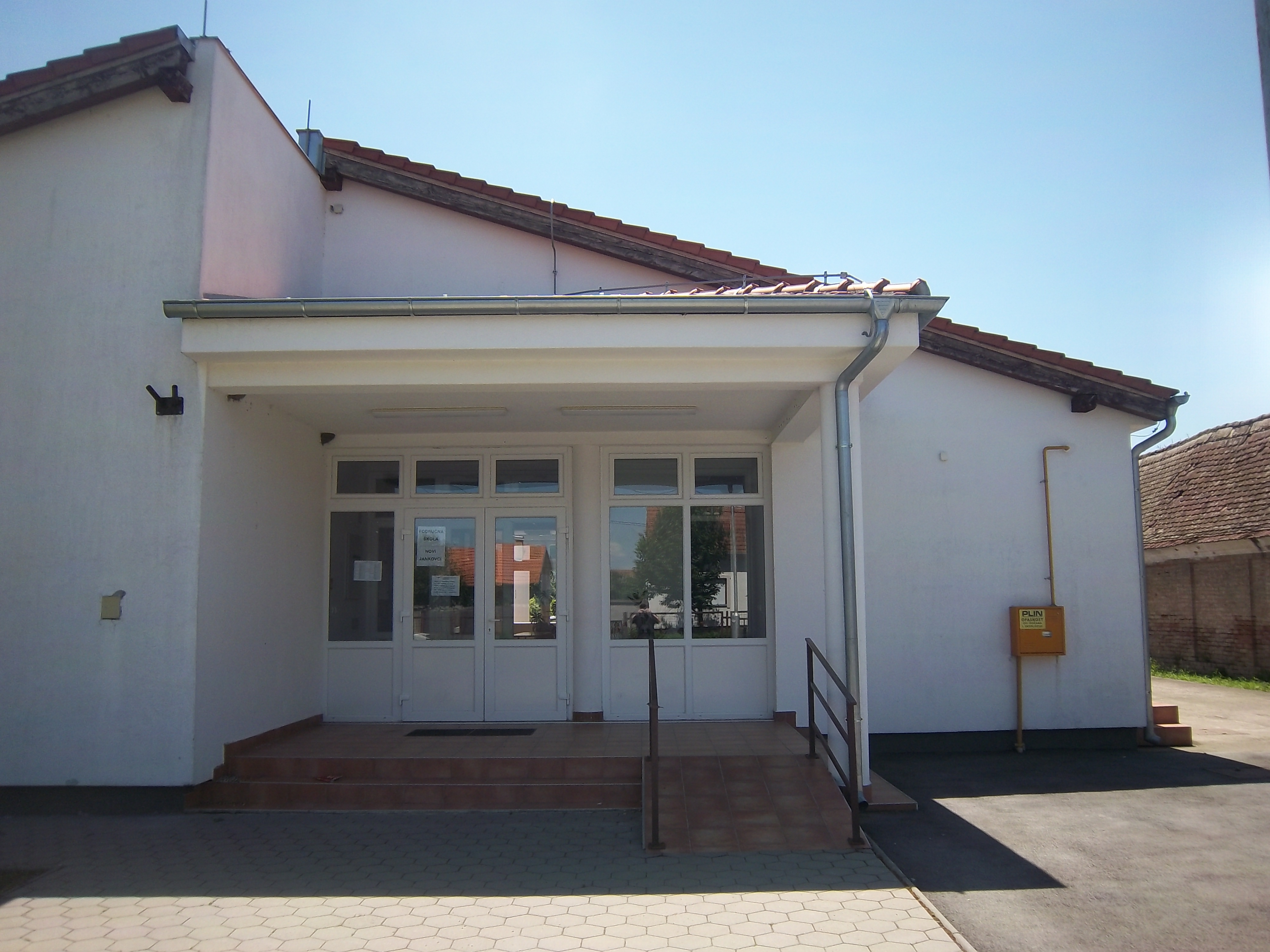
Az iskola épülete

## Oktatás
A település első iskoláját 1792-ben nyitotta meg a katonai parancsnokság. A népiskolát 1896-ban alapították alsó tagozatos általános iskolaként. Az első tanítója Emil Krauth volt. az első tanévben 57 tanulója volt, 35 fiú és 22 lány. 1907-ben az iskolát egyosztályosról kétosztályosra bővítették. Az 1926/1927-es tanévben az iskola nevét Novi Jankovci Általános Iskolára változtatták. Abban az időben 94 gyermek tanult itt öt osztályteremben, akiket két tanító oktatott. 1930 februárjában az egyik helyi tanító kezdeményezésére megalakult a helyi folklórcsoport. 1940-ben a gyermekek számának csökkenése miatt egy osztályt megszüntettek és az iskola ismét egyosztályos lett. A második világháború alatt az oktatást többször megszakították a háború pusztítása és a tífusz megjelenése miatt. Az 1960/61-es tanévben az iskolát az ivanóci iskolához csatolták. Az iskola 1980-ig működött a régi épületében. 2008-ban új iskolaépületet építettek, amelyben az intézmény ma is területi iskolaként működik.

## Sport
- Az ŠD Croatia Novi Jankovci labdarúgóklubot 1931-ben NK Jadran néven alapították. A horvátországi háború alatt beszüntette működését. 2002-ben mai nevén alapították újra. Jelenleg a megyei 2. ligában szerepel.[11]

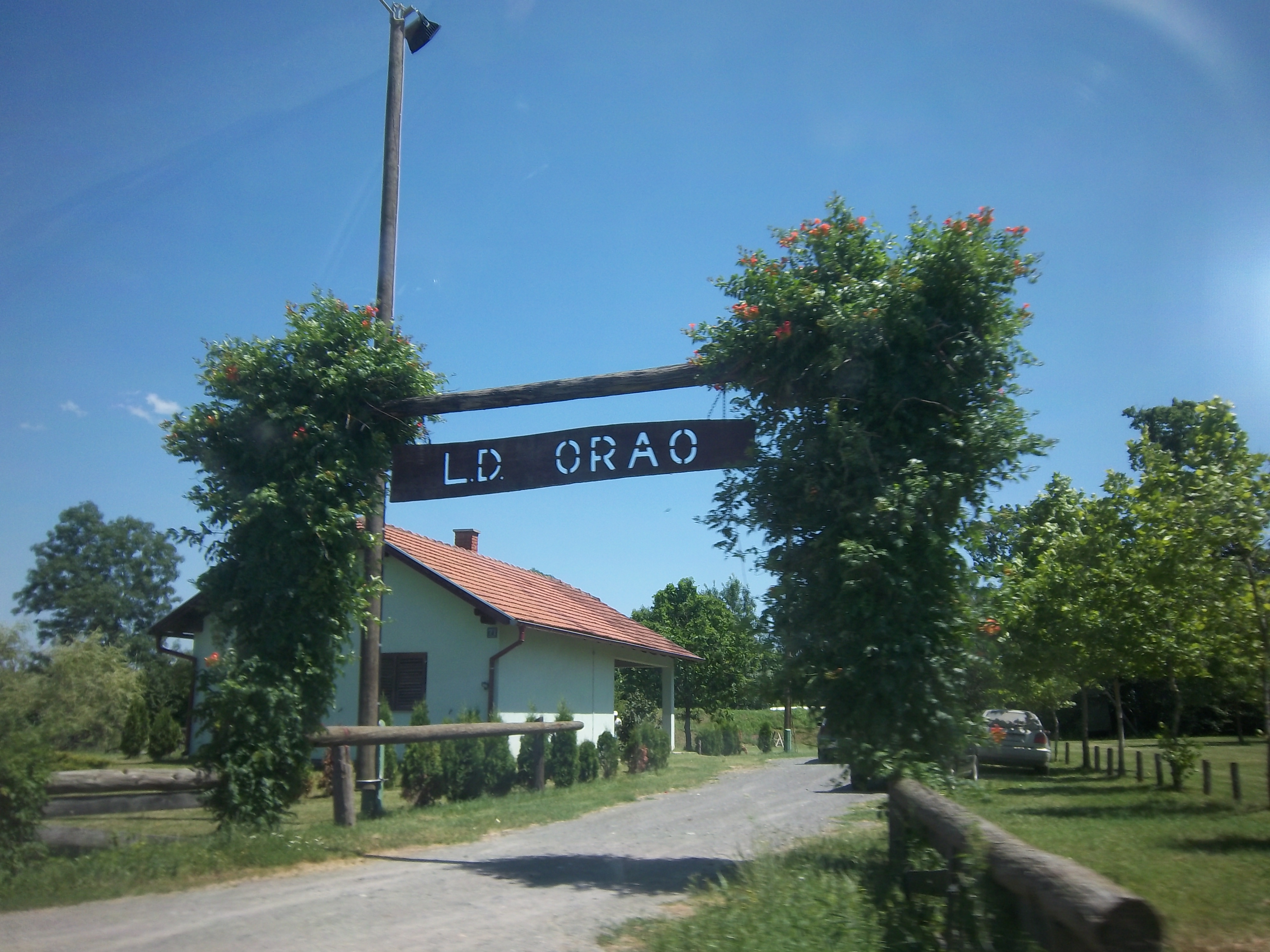
A vadászház

- ŠK Novi Jankovci sakk-klub

## Egyesületek
- Az LD „Orao” Novi Jankovci vadásztársaságot 1945-ben alapították, de a szervezett vadászatról már 1936-ból származik az első említés. 1940-ben a társaság „Jastreb” néven működött. A társaság ma 1838 hektár területen gazdálkodik és mintegy 40 tagot számlál.[12]
- A DVD Novi Jankovci önkéntes tűzoltó egyesületet 1966-ban alapították. Alapítói Ivan Jozić, Marko Pauković, Stjepan Jagica, Luka Graovac és Joso Matanović voltak. Ma összesen 50 taggal rendelkezik, ebből 20 aktív. A horvátországi háború alatt az egyesület nem működött. A háború után felújította tevékenységét. 2003-ban egy 5000 literes TAM 5500-as tűzoltóautót vásároltak. 2004-ben kápolnát építettek a szerház közelében a tűzoltók védőszentje Szent Flórián tiszteletére.[13]
- A helyi nőegyesület alapító gyűlését 2004. február 19-én a helyi kultúrházban. Közvetlenül megalakulása után mintegy 50 tag csatlakozott az egyesülethez, amely a falu méretét tekintve jelentős szám. Az egyesületet azzal a céllal hozták létre, hogy közreműködjön a településrendezésben és összegyűjtse a faluért tenni akaró nőket.[14]